# Ole Vig Jensen
Pour les articles homonymes, voir Jensen.
Ole Vig Jensen, né le 17 mai 1936 et mort le 22 mars 2016, est un homme politique danois, ancien ministre et ancien député au Parlement (le Folketing) entre 1971 et 1973 puis entre 1978 et 1998.